# Eastern Province (Cricketteam)
Eastern Province ist ein südafrikanisches Cricketteam, beheimatet in Bloemfontein, das bis zum Oktober 2004 in den professionellen nationalen Wettbewerben teilgenommen hat. Von da an wurden sie zusammengeschlossen mit Border Bestandteil der Warriors und spielten weiter unter dem Namen Eastern Province in den zweitklassigen südafrikanischen Wettbewerben. Den südafrikanischen First-Class-Wettbewerb, Currie Cup, konnte die Mannschaft insgesamt dreimal gewinnen.

## Geschichte
Cricket setzte sich zu Beginn des 20. Jahrhunderts nur langsam in der Region durch, auch weil landwirtschaftlich geprägte Regionen sich zunächst der zentralisierten Organisation des Crickets verweigerten.
Lange Zeit war die Mannschaft nicht in der Spitzengruppe vertreten. 1960/61 gelang mit einem zweiten Platz im Currie Cup der erste Vorstoss in die obere Gruppe. Ab den 1970er Jahren kamen die ersten Erfolge im One-Day Cricket. Der erste Gewinn gelang beim Gillette Cup 1971/72, der 1975/76 wiederholt werden konnte.
Ende der 1980er Jahre kam dann die zweite Hochphase. 1986/87 wurde der Nissan Shield gewonnen und 1988/89 erstmals der Currie Cup. In der Folgesaison gelang der geteilte Gewinn der Meisterschaft. Der letzte große Erfolg wurde 1991/92 erreicht, als sowohl Currie Cup als auch One-Day Cup gewinnen werden konnten.
In der Saison 2003/04 wurden die Provinzteams fusioniert und Border formte zusammen mit Griqualand West die Warriors.
In den folgenden Jahren gelang dem Team bisher ein Gewinn im First-Class-Wettbewerb der nun semi-professionellen Provinzteams zu gewinnen.

## Stadien
Seit der Gründung nutzt das Team hauptsächlich den St George’s Park in Port Elizabeth als Heimstadion.

## Erfolge

### First Class Cricket
Gewinn des Currie Cups (2 + 1 geteilt): 1988/89, 1989/90 (geteilt), 1991/92
Gewinn des CSA Provincial Three-Day Competition (1): 2009/10

### One-Day Cricket
Gewinn des One-Day Cup (1): 1991/92
Gewinn des Gillette Cup und Nachfolger (4): 1971/72, 1975/76, 1986/87, 1989/90
Gewinn der CSA Provincial One-Day Competition (0): –

### Twenty20 Cricket
Gewinn der CSA Provincial T20 (0): –